# Mouhoun (provins)
Mouhoun är en provins i Burkina Faso. Den ligger i regionen Boucle du Mouhoun, i den västra delen av landet, 200 km väster om huvudstaden Ouagadougou. Antalet invånare är 273 309.
Följande samhällen finns i Province du Mouhoun:
- Dédougou